# Макфарлейн, Колин
Колин Эндрю Игнатиус Питер Макфарлейн (англ. Colin Andrew Ignatius Peter McFarlane; род. 15 сентября 1961, Лондон) — британский актёр кино и озвучивания.

## Биография
Макфарлейн родился 15 сентября 1961 года в Лондоне, в семье уроженцев Ямайки. 
Его отец, Сидни Макфарлейн, служил в Королевских ВВС, а мать, Гвендолин Макфарлейн, работала в Национальной службе здравоохранения. Впоследствии семья несколько раз переезжала, прежде чем поселиться в Линкольне, где вырос Макфарлейн. Он учился в Университете Лафборо, который окончил в 1983 году.

## Карьера
Первая профессиональная роль Макфарлейна на телевидении состоялась в 1985 году, когда он сыграл детектива-сержанта Уотсона в трех эпизодах популярного полицейского сериала «Демпси и Мейкпис». Далее он снимался в фильме лондонского телеканала Weekend «Голландские девушки», вместе с Колином Фертом и Биллом Патерсоном. В 1988 году Макфарлейн сыграл приглашенную главную роль во втором сезоне драмы «Крах».
Первым фильмом Макфарлейна стал короткометражный фильм 1996 года «Песня мулатки», посвященный жизни Джорджа Бриджтауэра. В следующем году он снялся в фильме «Я хотел бы поговорить с вами». Позже он снялся в фильмах «Бэтмен: Начало» (2005) и «Тёмный рыцарь» (2008). Он также неоднократно появлялся в «Докторе Кто» и играл Морана в эпизодах «На дне озера» и «Перед потопом».
Он появился вместе с Мэттом Смитом и Натали Дормер в боевике «Нулевой пациент» (2018).

## Личная жизнь
30 июня 1991 года Макфарлейн женился на своей избраннице Кейт, с которой у него трое детей.
В июне 2023 года Макфарлейн объявил, что у него был диагностирован рак предстательной железы.